# 1 Magyarország 1 Mennyország
1 Magyarország 1 Mennyország – studyjny album węgierskiego zespołu Republic. Został wydany w 2005 roku przez EMI na MC i CD. Nagrań dokonano w Yellow Studio.
Album zajął siódme miejsce na węgierskiej liście przebojów.

## Lista utworów
1. „Veri a habot” (3:18)
2. „Nem kell félni” (3:44)
3. „Jöjj hozzám bárhonnan” (4:14)
4. „A legszebb csillag” (3:09)
5. „Összehordja a szél a szemetet” (3:58)
6. „Esős Évszak” (4:56)
7. „Hogyha Benned élnék” (4:37)
8. „19 vagy 17” (4:08)
9. „Jönnek a hadvezérek” (4:19)
10. „Lennék inkább önmagam” (4:53)
11. „Volt itt egy Ország” (3:45)
12. „Amit nem értek” (3:01)

## Skład zespołu
- László Bódi – wokal, fortepian
- Csaba Boros – gitara basowa, gitara, wokal, wokal wspierający
- László Attila Nagy – perkusja
- Tamás Patai – gitary, wokal wspierający
- Zoltán Tóth – gitary, fortepian, keyboard, wokal, wokal wspierający

### Gościnnie
- László Brúnó-Mátthé – grzechotka
- Gábor Halász – gitara akustyczna
- András Szabó – skrzypce
- Honvéd Táncszínház – chórki
- Orsi Németh – wokal wspierający
- Ferenc Wéber – wokal wspierający